# Enrique Gómez Guarner
Enrique Gómez Guarner (Canals (Costera), 19 de juny de 1947 - la Pobla de Farnals, 19 de juliol de 1996) fou un polític valencià, diputat a les Corts Valencianes durant la II Legislatura.

## Biografia
Llicenciat en enginyeria agrònoma, ha estat funcionari de l'estat transferit el 1987 a la Conselleria d'Agricultura, Pesca, Alimentació i Aigua de la Generalitat Valenciana, on ha estat Cap de Secció d'Estudis i Estadística de la Direcció Territorial de la Conselleria d'Agricultura de Castelló.
Fou un dels fundadors d'Alianza Popular a Castelló de la Plana en 1978. Fou candidat a l'alcaldia a les eleccions municipals espanyoles de 1979, però no fou escollit, com tampoc fou escollit per Coalició Popular a les eleccions generals espanyoles de 1986.
Fou elegit diputat a les eleccions a les Corts Valencianes de 1987 i 1991, on fou secretari segon de la Comissió de Reglament de les Corts Valencianes (1991-1995), secretari del grup popular i secretari segon de la Mesa de les Corts Valencianes. Quan es formà el nou Partido Popular formà part dels comitès executius provincial de Castelló i regional del País Valencià. Va ser reelegit a les eleccions a les Corts Valencianes de 1995, però el 19 de juliol de 1996 va morir sobtadament d'un atac al cor.